# Ratel AFV
Le Ratel est une plateforme de véhicule blindé de combat développé à la fin des années 1960 par Sandock-Austral pour l’armée sud-africaine. Les trois principaux modèles ayant vu le jour sur la base de cette plateforme sont le Ratel 20, un véhicule de combat d’infanterie, le Ratel 60 et le Ratel 90, deux véhicules d’appui feu.

## Historique
Au début des années 1970, l’armée sud-africaine (SADF) intervient militairement dans le Sud-Ouest africain et en Angola contre l’Organisation du peuple du Sud-Ouest africain. La tactique sud-africaine repose alors sur une combinaison entre grande puissance de feu et forte capacité de manœuvre, aux dépens de la protection. L’Eland correspond à ce besoin, mais la mécanisation de l’infanterie, jusque là essentiellement motorisée, reste à faire.
La SADF lance en 1971 une longue série d'études des véhicules produits par d’autres pays. Sont ainsi évalués le Panhard M3, le Berliet VBX-170, l’EE-11 Urutu, le Thyssen Henschel UR-416 et le Saracen. Néanmoins, aucun ne convient au besoin des Sud-africains, qui demande alors à Büssing, une filiale de MAN, de développer un nouveau véhicule. Celui-ci ne doit cependant pas être conçu ex nihilo, mais basé sur un châssis modifié de camion 6 × 6. Büssing produit en 1974 un prototype avec une coque en acier doux, puis, une fois celui-ci approuvée, trois prototypes complets avec leur blindage, l’un d’eux devant servir de cible pour les essais de résistance,.
La production en série débute en 1975 chez Sandock-Austral. De nombreux modèles différents sont progressivement introduits dans l’armée d’Afrique du Sud afin de remplir les différents rôles : véhicule de combat d’infanterie, appui-feu, lutte antichar, poste de commandement, etc.. La production passe au fil des fusions et rachats d’entreprises dans le giron d’OMC, de Vickers, puis de BAE Systems. En plus de servir en Afrique du Sud, le Ratel a été exporté dans plusieurs pays du Moyen-Orient et de l’Afrique, dont le Maroc. Au total, plus de mille-quatre-cents exemplaires ont été produits.

## Caractéristiques
Le Ratel est un véhicule de combat d’infanterie à roues, l’utilisation de chenilles ayant été écarté en raison des longues distances à parcourir et de la faible densité du réseau ferroviaire dans la région. Le véhicule est divisé en trois espaces : le compartiment du conducteur à l’avant, derrière lequel se trouve le compartiment passager, au-dessus et à l’avant duquel se trouve la tourelle ; le compartiment moteur se trouve à l’arrière gauche. Le compartiment passager dispose de huit sièges placés dos-à-dos au centre. L’accès peut se faire par l’arrière, à travers un étroit couloir longeant le moteur, par deux portes latérales ou par les trappes de toit.
La propulsion est assurée par un moteur Diesel 6-cylindres en ligne connecté aux six roues par une transmission intégrale. Le véhicule est plutôt rapide, avec une vitesse maximale sur route d’un peu plus de cent kilomètres par heure, et propose de bonnes performances hors route. Sa garde au sol assez importante et la disposition 1+2 des roues le rend en effet moins susceptible de s’embourber que l’Eland, bien qu’il soit trois fois plus lourd avec une masse d’environ dix-neuf tonnes en opérations. Le blindage est limité à 20 mm à l’avant et 10 mm sur les côtés, ce qui le protège uniquement contre les tirs d’armes légères et les éclats d’obus de faible ou moyenne vélocité. La principale défense du Ratel contre les armes lourdes est sa vitesse et sa maniabilité. Il reste néanmoins extrêmement vulnérable aux canons à tir rapide comme le ZU-23-2 et aux mitrailleuses lourdes de type KPV, d’autant que ces armes faciles à dissimuler se prêtent bien aux embuscades dans la brousse dense.

## Variantes

### Ratel 20
Le Ratel 20, ou Ratel IFV, est un véhicule de combat d’infanterie dont l’armement principal est un canon GI-2 de calibre 20 mm placé dans une tourelle dérivée de celle de l’AML-20. Développé par Lyttleton Engineering Works sur la base du GIAT F2, ce canon peut tirer à la cadence de 750 cps/min des obus explosifs ou perforants. Ces derniers disposent d’un cœur en tungstène leur permettant de pénétrer les blindages légers des BTR ou BRDM. L’approvisionnement en munitions se fait par un système à double alimentation permettant de passer instantanément d’un type d’obus à l’autre, un dispositif innovant à l’époque. L’armement secondaire est constitué d’une mitrailleuse coaxiale de 7,62 mm et de deux autres mitrailleuses de même calibre, l’une sur la tourelle et l’autre à l’arrière du compartiment passager.

### Ratel 60 et 81
Le Ratel 60 est véhicule léger d’observation et de soutien d’artillerie. Il est presque identique au Ratel 20, mais la tourelle est remplacée par celle de l’Eland 60 avec son mortier de 60 mm. Autre mortier automoteur, le Ratel 81 emporte un mortier M3 de 81 mm, mais le véhicule diffère cette fois sensiblement des autres Ratel par l’absence de tourelle, le mortier se trouvant dans le compartiment passager.

### Ratel 90
Le Ratel 90 dispose quant à lui de la tourelle de l’Eland 90 avec son canon GT-2 de 90 mm et est destiné au South African Armoured Corps. Le Ratel 90 élimine les principaux défauts de l’Eland 90 : ses capacités tout-terrain sont très supérieures et surtout il peut emporter 72 obus, plus du double de l’Eland. Plus haut sur roues, le Ratel 90 offre une meilleure visibilité à son équipage dans la brousse dense, mais fait également une cible plus visible en terrain découvert.

### Ratel ZT-3
Mis en production en 1987, le Ratel ZT-3 est un chasseur de chars léger équipé d’une tourelle dérivée de celle de l’Eland et produite par Kentron, une division de Denel. Celle-ci est armée d’un lance-missiles Swift avec trois missiles antichars Kentron ZT-3 guidés par laser depuis le véhicule, ayant une portée de 5 000 m. Ces missiles de calibre 127 mm peuvent traverser entre l’équivalent de 650 et 700 mm de blindage, suffisant pour détruire en toute circonstance des T-55 et T-62. Des versions améliorées du missile ont été développées par la suite, leur offrant notamment la capacité de pénétrer le blindage réactif,. Le véhicule emporte des missiles supplémentaires dans le compartiment passagers, avec toutefois pour conséquence réduire le nombre de fantassins embarqués.
Le Ratel ZT-3 est utilisé pour la première fois au combat pendant l’opération Moduler le 9 ou 10 septembre 1987 au sein de l’escadron antichar du 32e bataillon lors d’un affrontement contre des T-54 ou T-55 sur les bords de la Lomba. Les quatre véhicules ainsi que les missiles utilisés sont alors encore des exemplaires de préproduction et les trois premiers missiles tirés subissent des défaillances, mais les Sud-africains parviennent tout de même à détruire par la suite trois chars.

### Autres variantes
En dehors de ces trois versions les plus répandues, il existe nombre de variantes produites en plus petites quantités afin de remplir des rôles spécifiques : poste de commandement, véhicule d’observation, etc. Une variante à usage logistique avec un châssis 8 × 8 a également été testée. Les Ratel de commandement se distinguent extérieurement du Ratel 20 par leur tourelle différente qui offre davantage de visibilité, mais n’est armée que d’une mitrailleuse M2 de calibre 12,7 mm. Les principales différences sont toutefois dans l’aménagement intérieur adapté à la mission.

### Données techniques
| Modèle                       | Ratel 20                                    | Ratel 60                              | Ratel 81                                  | Ratel 90                                      | Ratel Command                         | Ratel ZT-3                            |
| ---------------------------- | ------------------------------------------- | ------------------------------------- | ----------------------------------------- | --------------------------------------------- | ------------------------------------- | ------------------------------------- |
| Équipage                     |                                             |                                       |                                           | 3 (+7 passagers)                              |                                       | 4                                     |
| Longueur hors-tout           | 7,21 m                                      | 7,21 m                                | 7,21 m                                    | 7,21 m                                        | 7,21 m                                | 7,21 m                                |
| Largeur hors tout            | 2,53 m                                      | 2,53 m                                | 2,53 m                                    | 2,53 m                                        | 2,53 m                                | 2,53 m                                |
| Hauteur                      |                                             |                                       |                                           | 2,92 m                                        |                                       | 2,255 m                               |
| Masse                        |                                             |                                       |                                           | 19 000 kg                                     |                                       | 19 300 kg                             |
| Motorisation                 | moteur Diesel D 3256 BTXF 6-cylindres       | moteur Diesel D 3256 BTXF 6-cylindres | moteur Diesel D 3256 BTXF 6-cylindres     | moteur Diesel D 3256 BTXF 6-cylindres         | moteur Diesel D 3256 BTXF 6-cylindres | moteur Diesel D 3256 BTXF 6-cylindres |
| Puissance brute              | 282 hp à 2 200 tr/min (210 kW)              | 282 hp à 2 200 tr/min (210 kW)        | 282 hp à 2 200 tr/min (210 kW)            | 282 hp à 2 200 tr/min (210 kW)                | 282 hp à 2 200 tr/min (210 kW)        | 282 hp à 2 200 tr/min (210 kW)        |
| Vitesse maximale sur route   | environ 105 km/h                            | environ 105 km/h                      | environ 105 km/h                          | environ 105 km/h                              | environ 105 km/h                      | environ 105 km/h                      |
| Autonomie sur route          |                                             |                                       |                                           | 860 km                                        |                                       | 1 000 km                              |
| Franchissement largeur       | 1,15 m                                      | 1,15 m                                | 1,15 m                                    | 1,15 m                                        | 1,15 m                                | 1,15 m                                |
| Blindage                     | 20 mm                                       | 20 mm                                 | 20 mm                                     | 20 mm                                         | 20 mm                                 | 20 mm                                 |
| Armement principal           | 1 canon GI-2 en tourelle                    | 1 mortier de 60 mm en tourelle        | 1 mortier de 81 mm                        | 1 canon GT-2 en tourelle                      | 1 mitrailleuse M2 en tourelle         | 1 lance-missiles Swift                |
| Munitions armement principal | obus explosifs ou perforants de 20 × 139 mm |                                       | obus de 81 mm explosifs M-61 ou fumigènes | 72 obus de 90 mm explosifs ou à charge creuse |                                       | missiles ZT-3                         |
| Armement secondaire          | 3 mitrailleuses de 7,62 mm                  |                                       |                                           | 3 mitrailleuses de 7,62 mm                    | 1 mitrailleuse coaxiale de 7,62 mm    | 1 mitrailleuse de 7,62 mm             |